# キガシラマイコドリ
キガシラマイコドリ（学名：Pipra erythrocephala）は、スズメ目マイコドリ科に分類される鳥類の一種。

## 形態
全長約9.4cm。

## 分布
南アメリカ